# Ixodes eldaricus
Ixodes eldaricus (лат.) — вид клещей из семейства иксодовых (Ixodidae).
Впервые описан по самке из Восточной Грузии (Ширакская степь) (Джапаридзе, 1950). Затем был найден в Азербайджане, Армении (Оганджанян, 1959), Туркменистане (Кербабаев, 1960; Кочкарева и др., 1967) и Дагестане (Шатас, 1957; Ганиев, 1970).

## Распространение

### Россия
Дагестан (северо-восточные отроги Большого Кавказского хребта, Карабудахкентский район), Крым (Черноморский район, полуостров Тарханкут, Судакский район, Кара-Даг), Северная Осетия (с. Ахты).

### Закавказье
Азербайджан (юго-восточные отроги Малого Кавказского хребта, побережье Мингечаурского водохранилища), Армения (юго-восточные отроги Малого Кавказского хребта, Азизбековский район – село Гер-Гер), Грузия (Ширакская степь, окрестности пос. Эльдар, Вашлованское ущелье).

### Средняя Азия
Казахстан: Заилийский Алатау, Каскеленское ущелье.
Кыргызстан: хребет Терскей Ала-Тоо, ущелье Чон Кызыл-Суу.
Туркменистан: Копетдаг; Ипайкала, долина р. Чандыр (ущелье Тутлы), долина р. Сумбар, Махтумкули (ранее назывался Кара-Кала) и его окрестности, Гёкдепинский этрап (посёлок Гермаб), окрестности Ашхабада (Карадамак), горы Кугитангтау (родник Башбулак), долина Мургаба (окрестности пос. Байрамали).
Таджикистан: Гиссарский хребет, Варзобское ущелье (Кондара), ущелье Гурке, окрестности Душанбе.
Узбекистан: город Термез.

### Другие места находок
Найден в Израиле и Иракe.
Отмечены случаи заноса Ixodes eldaricus птицами в Польшу на полуостров Хель. Клещи были обнаружены на следующих видах птиц: лесная завирушка, зарянка (Nowak-Chmura, 2014).

## Экология
Встречается преимущественно в горных лиственных лесах и кустарниковых зарослях в долинах горных рек. Диапазон распространения от 300 (Ашхабад, Термез) до 1800 м над уровнем моря. (Терскей Алатау и Гиссарский хребет).
Паразит пастбищного типа. Хозяевами всех фаз развития зарегистрированы птицы, преимущественно из экологической группы, собирающей корм на земле. Нимфы и личинки паразитируют также на грызунах и насекомоядных.

## Систематика
По данным Н. А. Филипповой в пределах подрода Ixodes имеет родственные связи с Ixodes redikorzevi Ol., 1927 и Ixodes ricinus (L., 1758) а также с Ixodes gibbosus Nutt., 1916